# Hooe
Hooe is een civil parish in het bestuurlijke gebied Wealden, in het Engelse graafschap East Sussex met 445 inwoners.